# Myiagra nana
El monarca chico (Myiagra nana) es una especie de ave paseriforme de la familia Monarchidae. Se encuentra en Australia y Nueva Guinea.

## Taxonomía
Fue descrito originalmente como Seisura nana por John Gould en 1870, y fue considerado por mucho tiempo como una subespecie de la Myiagra inquieta.

## Distribución y hábitat
Se suele encontrar al norte de Australia aunque también habita al sur de Nueva Guinea.
En Australia habita en los bosques de eucaliptos tropicales, bosques de melaleucas y zonas cercanas al agua como lagos, estanques y charcas. En Nueva Guinea vive en bosques de cyperaceaes bordeando ríos y en la sabana.

## Comportamiento
Es una ave solitaria que se suele ver sola o en parejas. Su forma de alimentarse es curiosa ya que barre el suelo con su cola cuando busca comida.

## Reproducción
Sus hábitos reproductivos en Nueva Guinea no han sido descritos. En el norte de Australia el apareamiento tiene lugar desde noviembre a enero. Realiza nidos en matorrales, cerca de lagos y charcas, que tienen forma de tazón y están hechos de tiras de corteza y tallos.